# シュリーランガ1世
シュリーランガ1世（テルグ語：శ్రీరంగ, タミル語：ஸ்ரீரங்க, Sriranga I, 生年不詳 - 1586年1月）は、南インドのヴィジャヤナガル王国、アーラヴィードゥ朝の君主（在位：1572年 - 1586年）。本名はシュリーランガ・デーヴァ・ラーヤ（Sriranga Deva Raya）という。

## 生涯
1569年、父王ティルマラ・デーヴァ・ラーヤは即位と同時に王国を3つに分けたが、シュリーランガは首都ペヌコンダを中心とするアーンドラ地方の長官に任命された。
1572年、父王ティルマラ・デーヴァ・ラーヤが老齢で退位したことにより、シュリーランガがシュリーランガ1世が王位を継承することとなった。だが、その治世、ヴィジャヤナガル王国は困難を極める時代になった。
タミル地方のシェンジ（ジンジー）、タンジャーヴール、マドゥライの有力ナーヤカは、王国内おいて半独立の政権を打ち出した。これらのナーヤカ政権は「ナーヤカ領国」あるいは「ナーヤカ朝」とよばれ、ヴィジャヤナガル王国の衰退要因の一つとなった。
そのうえ、シュリーランガ1世の治世、ヴィジャヤナガル王国の衰退に乗じて、ビジャープル王国やゴールコンダ王国の圧迫が一段と強まり、1576年には首都ペヌコンダがビジャープル王国の軍に一時包囲された。
1580年、ゴールコンダ王国が大軍を派遣してきたが、これはシュリーカーラハスティのナーヤカであるダーマルラ・チェンナッパ・ナーヤカが自らの命と引き換えに撃退した。
このように衰退が続くシュリーランガ1世の治世は、有能な弟でチャンドラギリ長官ヴェンカタに支えられるところが大きかった。
1586年1月、シュリーランガ1世は息子なくして死亡し、弟のヴェンカタ2世が王位を継承した。

## 関連文献
- Velcheru Narayana Rao, and David Shulman, Sanjay Subrahmanyam. Symbols of substance : court and state in Nayaka period Tamilnadu (Delhi ; Oxford : Oxford University Press, 1998) ; xix, 349 p., [16] p. of plates : ill., maps ; 22 cm. ; Oxford India paperbacks ; Includes bibliographical references and index ; ISBN 0-19-564399-2.
- Sathianathaier, R. History of the Nayaks of Madura [microform] by R. Sathyanatha Aiyar ; edited for the University, with introduction and notes by S. Krishnaswami Aiyangar ([Madras] : Oxford University Press, 1924) ; see also ([London] : H. Milford, Oxford university press, 1924) ; xvi, 403 p. ; 21 cm. ; SAMP early 20th-century Indian books project item 10819.
- K.A. Nilakanta Sastry, History of South India, From Prehistoric times to fall of Vijayanagar, 1955, OUP, (Reprinted 2002) ISBN 0-19-560686-8.